# 동오역
동오역(東梧驛, Dong-o station)은 경기도 의정부시 신곡동에 있는 의정부 경전철의 전철역이다.

## 역사
- 2012년 7월 1일 : 의정부 경전철 발곡 ~ 탑석 구간 개통

## 역 구조
2면 2선의 상대식 승강장이 있는 지상역이며, 스크린도어가 설치되어 있다.

#### 승강장
| 의정부중앙↑ |
| \| 상       |
| ↓새말       |

| 상행 | ● 의정부 경전철 | 범골 · 회룡 · 발곡 방면                |
| 하행 | ● 의정부 경전철 | 새말 · 어룡 · 차량기지 임시승강장 방면 |

승강장 번호는 없다.

## 역 주변
- 의정부버스터미널
- 신곡2동 주민센터
- 동오초등학교
- 신곡 극동아파트
- 금오동 신도브래뉴 아파트

## 사진

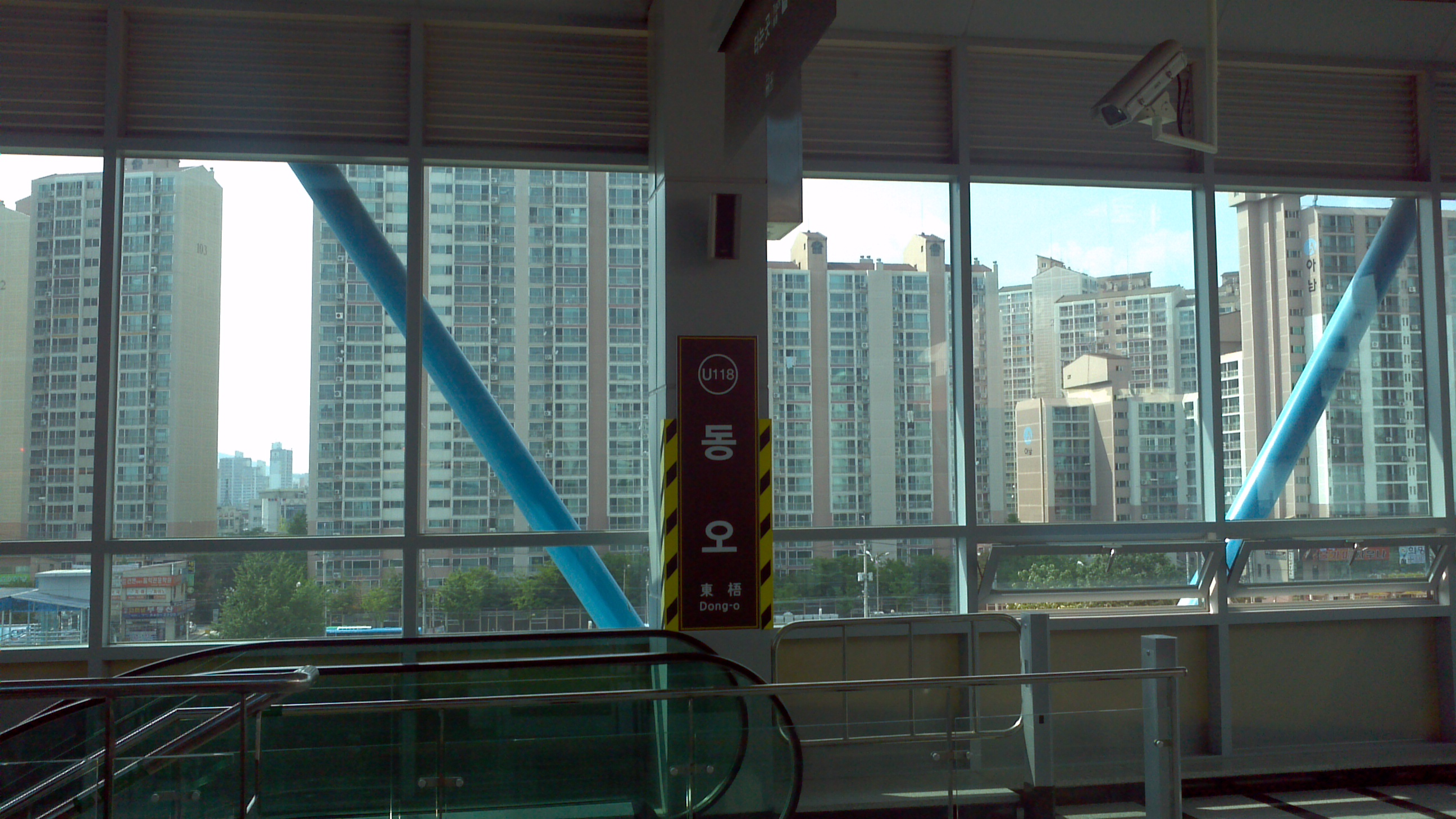
역명판

## 인접한 역
| 의정부 경전철             | 의정부 경전철   | 의정부 경전철                      |
| ------------------------- | --------------- | ---------------------------------- |
| U117 의정부중앙 발곡 방면 | ● 의정부 경전철 | U119 새말 차량기지 임시승강장 방면 |